# Frank Puglia
Frank Puglia est un acteur d'origine italienne, naturalisé américain, né à Linguaglossa (Sicile, Italie) le 9 mars 1892, mort à South Pasadena (Californie, États-Unis) le 25 octobre 1975.

## Biographie

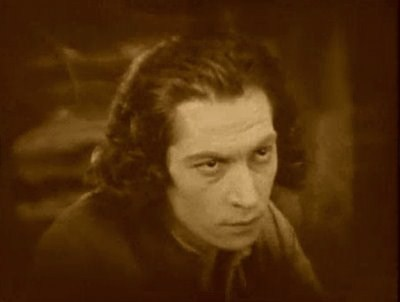
Dans Les Deux Orphelines (1921)

Installé aux États-Unis dès 1907, Frank Puglia est remarqué au théâtre par D. W. Griffith qui l'engage pour le rôle de Pierre Frochard dans Les Deux Orphelines (1921), aux côtés de Dorothy et Lillian Gish. Ce film muet — il en tournera seulement six, dont un second avec Griffith en 1924 — est le premier d'une carrière qui se poursuit au cinéma jusqu'en 1975. L'acteur apparaît surtout dans des petits rôles de caractère, souvent sans être crédité au générique (ainsi, comme marchand de tapis dans le mythique Casablanca de 1942), au long de 167 films recensés par l'IMDB.
À partir des années 1950, ses participations au cinéma se restreignent, au profit de la télévision, où il joue essentiellement dans des séries, entre 1952 et 1973, ainsi que dans deux téléfilms, en 1966 et 1972.

## Filmographie partielle

### Au cinéma
- 1921 : Les Deux Orphelines (Orphans of the Storm) de D. W. Griffith
- 1922 : Fascination de Robert Z. Leonard
- 1924 : Romola de Henry King : Adolfo Spini
- 1924 : Isn't Life Wonderful ? de D. W. Griffith
- 1925 : The Beautiful City de Kenneth S. Webb
- 1928 : The Man who laughs de Paul Leni
- 1933 : The Solitaire Man de Jack Conway
- 1933 : Sœur blanche (The White Sister) de Victor Fleming
- 1934 : Viva Villa ! de Jack Conway
- 1934 : Steamboat Quest de Sam Wood
- 1934 : La Passagère (Chained) de Clarence Brown
- 1934 : One More River de James Whale
- 1934 : Les Hommes en blanc (Men in White), de Richard Boleslawski
- 1935 : Okay, José de Ralph Staub
- 1935 : Capitaine Blood (Captain Blood) de Michael Curtiz
- 1935 : The Perfect Gentleman de Tim Whelan
- 1935 : Ville frontière (Bordertown) de Archie Mayo
- 1935 : The Melody Lingers On de David Burton
- 1936 : Le Jardin d'Allah (The Garden of Allah) de Richard Boleslawski
- 1936 : Loufoque et Cie (Love on the Run) de W. S. Van Dyke
- 1936 : Le Joyeux Bandit (The Gay Desperado) de Rouben Mamoulian
- 1936 : Bulldog Edition de Charles Lamont
- 1936 : Au seuil de la vie (The Devil is a Sissy) de W. S. Van Dyke et Rowland Brown
- 1936 : Sa femme et sa secrétaire (Wife vs. Secretary) de Clarence Brown
- 1936 : Fatal Lady (en) d'Edward Ludwig
- 1936 : La Fièvre des tropiques (His Brother's Wife) de W. S. Van Dyke
- 1937 : She's no Lady de Charles Vidor
- 1937 : Brelan d'as de Norman Taurog
- 1937 : Bulldog Drummond's Revenge de Louis King
- 1937 : Mamma steps out de George B. Seitz
- 1937 : Exclusive d'Alexander Hall
- 1937 : L'Espionne de Castille (The Firefly) de Robert Z. Leonard
- 1937 : A Doctor's Diary (en) de Charles Vidor
- 1937 : Mannequin de Frank Borzage
- 1937 : L'Inconnue du palace (The Bride Wore Red) de Dorothy Arzner
- 1937 : Le Prince X de Sidney Lanfield
- 1937 : King of Gamblers de Robert Florey
- 1937 : L'Heure suprême (Seventh Heaven) de Henry King
- 1937 : Beg, Borrow or Steal de Wilhelm Thiele
- 1937 : Lancer Spy de Gregory Ratoff
- 1937 : Le Chant du printemps (Maytime) de Robert Z. Leonard
- 1937 : On a volé cent mille dollars d'Alfred L. Werker
- 1937 : Le Cœur en fête de Robert Riskin
- 1938 : Pour un million (I'll Give a Million) de Walter Lang
- 1938 : L'Ensorceleuse (The Shinning Hour) de Frank Borzage
- 1938 : Sharpshooters de James Tinling
- 1938 : Joaquin Murietta de Fred M. Wilcox (court métrage)
- 1938 : A Trip to Paris de Malcolm St. Clair
- 1938 : The Sisters d'Anatole Litvak
- 1938 : Les Gars du large (Spawn of the North) de Henry Hathaway
- 1938 : Joyeux Gitans (Rascals) de H. Bruce Humberstone
- 1938 : Yellow Jack de George B. Seitz
- 1938 : Coup de théâtre (Dramatic School) de Robert B. Sinclair
- 1939 : Zaza de George Cukor
- 1939 : L'Autre (In Name Only) de John Cromwell
- 1939 : Conspiracy de Lew Landers
- 1939 : The Spellbinder (en) de Jack Hively
- 1939 : Forget Passport de John H. Auer
- 1939 : The Girl and the Gambler (en) de Lew Landers
- 1939 : Avocat mondain (Society Lawyer), d'Edwin L. Marin
- 1939 : Mystery of the White Room d'Otis Garrett
- 1939 : Monsieur Smith au Sénat (Mr. Smith goes to Washington) de Frank Capra
- 1939 : La Dame des tropiques (Lady of the Tropics) de Jack Conway
- 1939 : Balalaika de Reinhold Schünzel
- 1939 : In Old Caliente (en) de Joseph Kane
- 1939 : Maisie d'Edwin L. Marin
- 1940 : L'Auberge des loufoques (en) (Argentine Nights) de Albert S. Rogell
- 1940 : Rangers of Fortune de Sam Wood
- 1940 : Éveille-toi mon amour (Arise, my love) de Mitchell Leisen
- 1940 : Love, Honor and Oh Baby ! de Charles Lamont
- 1940 : Voyage sans retour (Till we meet again) d'Edmund Goulding
- 1940 : Meet the Wildcat (en) d'Arthur Lubin
- 1940 : The Flag of Humanity de Jean Negulesco
- 1940 : Sous le ciel d'Argentine (Down Argentine Way) d'Irving Cummings
- 1940 : Le Signe de Zorro (The Mark of Zorro) de Rouben Mamoulian
- 1940 : Castle on the Hudson d'Anatole Litvak
- 1940 : The Fatal Hour de William Nigh
- 1940 : Behind the News de Joseph Santley
- 1940 : No, No, Nanette de Herbert Wilcox
- 1940 : Charlie Chan au Panama de Norman Foster
- 1940 : Torrid Zone de William Keighley
- 1941 : Law of the Tropics (en) de Ray Enright
- 1941 : The Parson of Panamint (en) de William C. McGann
- 1941 : Billy the Kid le réfractaire (Billy the Kid) de David Miller et Frank Borzage
- 1941 : Une nuit à Rio (That Night in Rio) d'Irving Cummings
- 1942 : Le Château des loufoques (The Boogie Man Will Get You) de Lew Landers
- 1942 : Le Livre de la jungle (Jungle Book) de Zoltan Korda
- 1942 : Une femme cherche son destin (Now, Voyager) d'Irving Rapper
- 1942 : Flight Lieutenant (en) de Sidney Salkow
- 1942 : Escape from Hong Kong de William Nigh
- 1942 : Casablanca de Michael Curtiz
- 1942 : Shanghaï, nid d'espions[2] (Secret Agent of Japan) d'Irving Pichel
- 1943 : Le Mystère de Tarzan (Tarzan's Desert Mystery) de Wilhelm Thiele
- 1943 : La Musique en folie d'Allan Dwan
- 1943 : La Petite Exilée (Princess O'Rourke) de Norman Krasna
- 1943 : Pour qui sonne le glas (For whom the Bell tolls) de Sam Wood
- 1943 : Le Fantôme de l'Opéra (Phantom of the Opera) d'Arthur Lubin
- 1943 : Intrigues en Orient (Background to Danger) de Raoul Walsh
- 1943 : Pilot N° 5 de George Sidney
- 1943 : Convoi vers la Russie (Action in the North Atlantic) de Lloyd Bacon
- 1943 : Mission à Moscou (Mission to Moscow) de Michael Curtiz
- 1943 : Voyage au pays de la peur (Journey into Fear) de Norman Foster et Orson Welles
- 1944 : Brazil de Joseph Santley
- 1944 : Passage pour Marseille (Passage to Marseille) de Michael Curtiz
- 1944 : Et voilà la vie (This Is the Life) de Felix E. Feist
- 1944 : Les Fils du dragon (Dragon Seed) de Harold S. Bucquet et Jack Conway
- 1944 : L'Amazone aux yeux verts (Tall in the Saddle) d'Edwin L. Marin
- 1944 : Ali Baba et les Quarante Voleurs (Ali Baba and the Forty Thieves) d'Arthur Lubin
- 1944 : Coup de foudre (Together Again) de Charles Vidor
- 1945 : Du sang dans le soleil (Blood on the Sun) de Frank Lloyd
- 1945 : Week-end au Waldorf (Week-End at the Waldorf) de Robert Z. Leonard
- 1945 : Roughly Speaking de Michael Curtiz
- 1945 : La Chanson du souvenir (A Song to remember) de Charles Vidor
- 1946 : Sans réserve (Without Reservations) de Mervyn LeRoy
- 1947 : Les Démons de la liberté (Brute Force) de Jules Dassin
- 1947 : Moments perdus (The Lost Moment) de Martin Gabel
- 1947 : Escape Me Never de Peter Godfrey et LeRoy Prinz
- 1947 : Sénorita Toréador (Fiesta) de Richard Thorpe
- 1947 : Stallion Road de James V. Kern et Raoul Walsh
- 1947 : En route vers Rio (Road to Rio) de Norman Z. McLeod
- 1947 : La Brune de mes rêves (My Favorite Brunette) d'Elliott Nugent
- 1947 : Easy Come, Easy Go de John Farrow
- 1948 : Une femme au carrefour (Dream Girl), de Mitchell Leisen
- 1948 : Jeanne d'Arc (Joan of Arc) de Victor Fleming
- 1948 : Une femme au carrefour (Dream Girl), de Mitchell Leisen
- 1949 : La Fille du désert (Colorado Territory) de Raoul Walsh
- 1949 : Bagdad de Charles Lamont
- 1949 : La Vengeance des Borgia (Bride of Vengeance) de Mitchell Leisen
- 1950 : L'Étranger dans la cité (Walk Softly, Stranger) de Robert Stevenson
- 1950 : L'Aigle du désert (The Desert Hawk) de Frederick De Cordova
- 1950 : Le Dénonciateur (Captain Carey, U.S.A.) de Mitchell Leisen
- 1950 : Federal Agent at Large (en) de George Blair
- 1953 : Amour, Délices et Golf (The Caddy) de Norman Taurog
- 1953 : The Steel Lady d'Ewald André Dupont
- 1953 : Son of Belle Starr de Frank McDonald
- 1953 : The Bandits of Corsica de Ray Nazarro
- 1954 : Jubilee Trail (it) de Joseph Kane
- 1954 : Une étoile est née (A Star is born) de George Cukor
- 1954 : Terreur à Shanghaï (The Shanghai Story) de Frank Lloyd
- 1954 : La Grande Nuit de Casanova (Casanova's Big Night) de Norman Z. McLeod
- 1956 : Serenade d'Anthony Mann
- 1956 : Accused of Murder (en) de Joseph Kane
- 1956 : Collines brûlantes (The Burning Hills) de Stuart Heisler
- 1956 : Attaque à l'aube (en) (The First Texan) de Byron Haskin
- 1957 : Duel at Apache Wells de Joseph Kane
- 1957 : À des millions de kilomètres de la Terre (20 Million Miles to Earth) de Nathan Juran
- 1958 : L'Orchidée noire (The Black Orchid) de Martin Ritt
- 1962 : Des filles... encore des filles (Gils ! Girls ! Girls !) de Norman Taurog
- 1965 : Les Exploits d'Ali Baba (The Sword of Ali Baba) de Virgil W. Vogel
- 1975 : Mr. Ricco de Paul Bogart

### À la télévision
Séries, sauf mention contraire
- 1958 : La Flèche brisée (Broken Arrow), Saison 2, épisode 34 The Courage of Ling Tang
- 1959-1961 : Les Incorruptibles (The Untouchables), Saison 1, épisode 10 Le Scandaleux Verdict (The Dutch Schultz Story, 1959) de Jerry Hopper ; Saison 2, épisode 27 Meurtre par procuration (Stranglehold, 1961) de Paul Wendkos ; Saison 3, épisode 4 Les Frères Genna (The Brothers Genna, 1961) de Paul Wendkos
- 1960 : Rawhide, Saison 3, épisode 8 Incident at Poco Tiempo de Ted Post
- 1966 : Des agents très spéciaux (The Man from U.N.C.L.E.), Saison 3, épisode 11 L'Espion au chapeau vert, 1re partie (The Concrete Overcoat Affair, Part I) de Joseph Sargent
- 1966 : Bonanza, Saison 8, épisode 14 Tommy de William Witney
- 1967 : Première série Le Fugitif (The Fugitive), Saison 4, épisode 24 Rue barrée (The Savage Street)
- 1969 : Mannix, Saison 3, épisode 9 The Nowhere Victim
- 1970 : L'Homme de fer (Ironside), Saison 3, épisode 25 Little Dog, Gone de Don Weis
- 1972 : Say Goodbye, Maggie Cole, téléfilm de Jud Taylor